# Rain Man
Rain Man is een Amerikaanse dramafilm uit 1988 onder regie van Barry Levinson.
De film gaat over Charlie Babbitt (Tom Cruise), een egoïstische yuppie, die ontdekt dat het grootste gedeelte van de erfenis van zijn vader gaat naar zijn broer Raymond Babbitt (Dustin Hoffman), van wiens bestaan Charlie niets af wist.
Het scenario van de film werd geschreven door Ronald Bass en Barry Morrow. Het personage Raymond Babbitt is gebaseerd op Kim Peek en gedeeltelijk ook op Leslie Lemke, die allebei een verstandelijke beperking en het savantsyndroom hadden. Raymond is echter autistisch, anders dan Peek en Lemke.
De film was een van de best bezochte en meest succesvolle films van 1988 en bracht wereldwijd 354 miljoen dollar op en dat op een budget van 25 miljoen. Rain Man won vier Oscars, voor Beste Film, Beste Regie, Beste Acteur en Beste Originele Scenario.

## Verhaal
Wanneer Charlie Babbitt (Tom Cruise) hoort dat zijn rijke vader, van wie hij lange tijd vervreemd was, is overleden, reist hij van Los Angeles naar Cincinnati om de erfenis op te halen. Daar ontdekt hij dat het meeste geld gaat naar een onbekende partij en hij slechts de Buick Roadmaster en een verzameling rozenstruiken van zijn vader krijgt. Hij ontdekt dat de onbekende partij zijn oudere broer Raymond is, van wiens bestaan hij niet op de hoogte was.
Raymond (Dustin Hoffman) is autistisch en heeft het savantsyndroom en heeft een dwangmatige dagelijkse routine. Hij heeft een fotografisch geheugen en kan eenvoudig de lastigste wiskundeopgaven oplossen, maar heeft lage sociale vaardigheden. Charlie neemt Raymond mee op reis naar Los Angeles, in de eerste plaats om Raymond ervan te overtuigen om hem een gedeelte van het geërfde fortuin te geven. In Las Vegas maakt Charlie misbruik van Raymonds wiskundeknobbel bij blackjack door hem kaarten te laten tellen. Uiteindelijk beseft Charlie hoe geldzuchtig hij is en betert hij zijn leven.

## Rolverdeling
| Acteur                 | Personage       |
| ---------------------- | --------------- |
| Dustin Hoffman         | Raymond Babbitt |
| Tom Cruise             | Charlie Babbitt |
| Valeria Golino         | Susanna         |
| Gerald R. Molen        | Dr. Bruner      |
| Jack Murdock           | John Mooney     |
| Ralph Seymour          | Lenny           |
| Lucinda Jenny          | Iris            |
| Bonnie Hunt            | Sally Dibbs     |
| Kim Robillard          | Arts            |
| Beth Grant             | Moeder          |
| Dolan Dougherty        | Kind            |
| Marshall Dougherty     | Kind            |
| Patrick Dougherty      | Kind            |
| John-Michael Dougherty | Kind            |

## Voorgeschiedenis
Scenarist Barry Morrow was bevriend met Bill Sackter, een verstandelijk gehandicapte man, die nooit had leren lezen of schrijven. Hij zou zo'n 44 jaar in een inrichting verblijven. Sackter bleek echter bij latere testen veel minder verstandelijk gehandicapt dan gedacht en nadat Morrow zijn voogd werd en hem hielp zijn draai te vinden in de maatschappij, kon Sackter redelijk goed functioneren en werd zelfs de eigenaar van een bar op de campus van de Universiteit van Iowa. Morrow schreef het scenario voor een tv-film over Sackter, die in 1981 werd uitgebracht als Bill. Sackter overleed in 1983 op zeventigjarige leeftijd, maar Morrow kon zijn protegé niet loslaten en in 1984 schreef hij het scenario voor feel good movie over een verstandelijke gehandicapte man. MGM/UA werd benaderd en de studio nam in 1986 een optie op het script. Nadat manager Roger Birnbaum het groene licht gaf, werd regisseur Martin Brest, die in 1984 de zeer succesvolle actiekomedie Beverly Hills Cop regisseerde, aangetrokken voor de regie. Dustin Hoffman toonde interesse voor de rol van Charlie Babbitt, maar besloot na het lezen van het script om de rol van Raymond te spelen. Intussen waren al drie scenaristen bezig met het script en Hoffman raakte geïnteresseerd in het savantsyndroom. Op zijn verzoek werd het personage van de lieve, verstandelijke gehandicapte Raymond (zoals Bill Sackter) veranderd in een autist met het savantsyndroom. Deze verandering was voor Martin Brest de reden om drie weken voor het begin van de productie af te zien van de regie. Steven Spielberg werd benaderd, maar die ging Indiana Jones and the Last Crusade maken. Hoffman stelde voor Sidney Pollack als regisseur in te huren. Hoewel Pollack en Hoffman tijdens de opnamen van Tootsie herhaaldelijk ruzie maakten, stemde de regisseur toch in, en nam zijn eigen scenaristen mee. Maar Pollack was niet gelukkig met het script, dat hem te veel de kant van een roadmovie opging. Nadat hij een actiescène had gedraaid waarbij Charlie Babbitt zijn broer redt van een bende die Raymond in elkaar slaat, zag hij af van het project en nam ontslag. Regisseur Barry Levinson kwam op aanraden van Pollack het stokje overnemen.

## Scenario
Het scenario werd geschreven door Barry Morrow en Ronald Bass. Aanvankelijk was het personage Raymond een lieve, sympathieke man met een verstandelijke handicap, terwijl zijn broer Charlie werd omschreven als een man van middelbare leeftijd. Nadat Tom Cruise interesse toonde in de rol van Charlie werd dit, zeer tegen de zin van Morrow, aangepast aan de leeftijd van Cruise. Regisseur Levinson was het met Dustin Hoffman eens dat het personage van Raymond autistisch moest zijn. De film kreeg nu een heel ander karakter en veranderde van een feelgoodmovie in een drama, waarbij de nadruk kwam te liggen op de interactie tussen de twee broers en de verandering van de egoïstische Charlie naar een wijzer man die zelfs afziet van de geldsom die hem wordt geboden. In het aanvankelijke scenario zou Charlie wel zijn deel van de erfenis krijgen. De lieve Raymond veranderde in een personage dat geen menselijk contact maakt en niet aangeraakt wil worden. Vlak voordat de film in productie ging, brak de grote staking van de scenaristen van 1988 uit en Ronald Bass kwam nog net op tijd de laatste, handgeschreven, correcties aanleveren.

## Titel
In de film herinnert Charlie zich dat wanneer hij als kleuter bang was, dat de 'Rain Man' voor hem zou komen zingen. Later ontdekt hij dat de naam een verbastering is van Raymond. Morrow had diverse namen bedacht zoals 'No-Man' als afgeleide van Norman. Uiteindelijk koos hij voor Rain Man/Raymond.

## Selectie van de acteurs

### Raymond
Aanvankelijk was Bill Murray benaderd voor de rol van Raymond en zou Dustin Hoffman de rol van Charlie spelen. Aanvankelijk was het personage Raymond een man met een verstandelijke beperking zonder bijzondere trekken en niet het personage dat Hoffman er van zou maken. Nadat ook Mickey Rourke, Jack Nicholson en Robert De Niro de rol weigerden, trok Hoffman de rol naar zich toe en paste die aan naar een autistische man met het savantsyndroom. Hoffman raakte geïnspireerd om het personage aan te passen nadat hij had kennisgemaakt met Leslie Lemke. Lemke was blind, en verstandelijk gehandicapt, maar kon volledige pianoconcerten op het gehoor spelen.

### Susanna
Oorspronkelijk was het personage van Susanna, de vriendin van Charlie, een blonde Amerikaanse. Dit werd veranderd nadat Valeria Golino werd gekozen voor de rol.

### Psychiater
De psychiater die aan het eind van de film moet beslissen of Raymond bij zijn broer mocht blijven, was bestemd voor J.T. Walsh, maar de acteur was niet beschikbaar. Op het laatste moment nam Barry Levinson de rol over. Hij probeerde tegelijk Tom Cruise te prikkelen tot goede prestaties door herhaaldelijk te improviseren.

## Productie
De film werd op locatie opgenomen tussen 2 mei tot en met 28 juli 1988. Er werden andere opnamen gemaakt in Palm Springs, Californië, El Reno en Guthrie in Oklahoma. Het verpleeghuis Wallbrook was in werkelijkheid een klooster, Saint Anne's, in Melbourne, Kentucky. De film werd min of meer in chronologische volgorde opgenomen met de reis door de VS als uitgangspunt.

### Auto's
Er werden twee Buick Roadmasters uit 1949 gebruikt voor de opnamen. Om te voorkomen dat de wagens bezweken onder het extra gewicht van de camera's en apparatuur werd de achterophanging verstevigd. De auto waarin Charlie rijdt aan het begin van de film is een Ferrari 400i uit 1983.

### Improvisatie
Tom Cruise en Dustin Hoffman konden goed met elkaar opschieten. Voor Cruise was het spelen met zijn idool Hoffman een droom die uitkwam en hij verheugde zich op de productie. Beide acteurs waren gewend hun rollen grondig te repeteren en op weg naar de set oefenden ze in de auto hun dialogen. Maar de twee stonden ook open voor improvisatie, zo was de scène waarin Raymond een wind laat in de telefooncel een improvisatie nadat Dustin Hoffman per ongeluk een scheet liet tijdens de opnamen. Ook de scène bij de psychiater waarbij Raymond met zijn hoofd tegen Charlie leunt en zegt, "My man, Charlie" was een improvisatie. Hoffman was overigens weinig zeker of hij zijn personage goed vertolkte. Hij raakte zo wanhopig dat hij na drie weken wilde vertrekken vanwege zijn 'slechte prestatie'. Levinson wist hem van het tegendeel te overtuigen. Hoffman was ook niet over één nacht ijs gegaan bij zijn voorbereidingen. Hij had veel tijd doorgebracht met Kim Peek, een verstandelijke gehandicapte die beschikte over bijzondere eigenschappen zoals een eidetisch geheugen. Behalve dat Peek allerlei boeken uit zijn hoofd kende was hij bijzonder bedreven in hoofdrekenen. Net als Leslie Lemke kon hij uit het hoofd muziek naspelen die hij jaren geleden had gehoord. Hoffman leefde bijna een jaar tussen autisten en hun familie om de complexe relaties tussen hen te begrijpen. Ook greep hij terug op zijn ervaringen als verpleger in een psychiatrische verpleeghuis tijdens het begin van zijn acteercarrière. Maar tijdens de opnamen bleef Hoffman zijn twijfels houden over zijn rol en het succes van de film. Die mening werd gedeeld door Tom Cruise en de acteurs noemden de film stiekem: "Two schmucks in a car" (twee sukkels in een auto).

### Toevalligheden
In de scène van de wachtkamer van de psychiater is een oude man te zien die praat over de Pony Express. De rol werd gespeeld door de 89 jaar oude Byron P. Cavnar, die aanwezig was in de wachtkamer op het moment dat de filmploeg daar opnamen wilde maken. Hij begon te praten over zijn favoriete onderwerp en regisseur Levinson liet de camera lopen, blij met deze improvisatie. Een andere welkome toevalligheid was het aantal kinderen in de scène waarin Charlie probeert om een huis te vinden voor Raymond waar hij zijn favoriete tv-programma mag zien. In het script ging men uit van twee kinderen in het huis. Toen actrice Catherine Dougherty auditie deed, bracht ze zes van haar kinderen mee, die allemaal van Levinson een rolletje kregen.

## Prijzen

### Oscars
- Beste film
- Beste acteur (Dustin Hofmann)
- Beste regisseur (Barry Levinson)
- Beste originele scenario
- Beste Art-direction
- Beste cinematografie
- Beste montage
- Beste muziek

### Golden Globe
- Beste dramafilm
- Beste acteur (Dustin Hoffman)
- Beste scenario

## Non-fictie of fictie?

### Autisme en savantsyndroom
Het personage van Raymond in de film is een autist met het savantsyndroom. Maar niet iedere autist heeft het savantsyndroom en niet iedereen met savantsyndroom is autistisch. Autisme is een aangeboren pervasieve ontwikkelingsstoornis die zich kenmerkt door beperkingen op het gebied van sociale interactie en (non-)verbale communicatie en door een beperkt, repetitief of stereotiep gedragspatroon. Autisme is een neurodivergentie; bij autisten werken de hersenen anders dan bij anderen mensen. De meeste autisten leven niet 'in hun eigen wereld' en hebben wel contact met de 'buitenwereld'. Mensen met het savantsyndroom beschikken over uitzonderlijke geestelijke vermogens op één of enkele specifieke terreinen, bijvoorbeeld hoofdrekenen of het uit het hoofd kunnen naspelen van muziek. Kim Peek, de man waarop Dustin Hoffman zijn vertolking baseerde, had een verstandelijke beperking, maar was niet autistisch. Wel had hij het savantsyndroom en kon ingewikkelde berekeningen maken, acht boeken per dag lezen en de inhoud onthouden en muziek naspelen die hij ooit gehoord had, terwijl hij aan de andere kant niet in staat was zijn eigen jas dicht te knopen. Hoewel de film Rain Man veel heeft gedaan voor het de bekendheid en het begrip van autisme, is de film ook verantwoordelijk voor een stereotiep idee over autisme en voor het feit dat sommige mensen autisme en savantsyndroom op één hoop gooien en verwachten dat alle autisten in staat zijn ingewikkelde berekeningen te maken of muziek na te spelen.

### Qantas
Als Charlie samen met zijn broer wil vliegen, wil Raymond niet mee. Hij noemt alle ongelukken met de luchtvaartmaatschappijen op waarmee ze zouden kunnen vliegen. Charlie vraagt Raymond of er dan wel een luchtvaartmaatschappij is die nooit is neergestort. Daarop antwoordt Raymond "Qantas never crashed". Inderdaad heeft Qantas nooit een fataal ongeluk gehad met een straalvliegtuig. Het laatste dodelijke ongeluk was op 16 juli 1951 toen de passagiersvliegtuigen nog met propellers waren uitgerust. Overigens was het noemen van Qantas, als veilige luchtvaartmaatschappij, een gok van de scenaristen, men was er niet zeker van of dit op waarheid berustte. Andere vliegtuigmaatschappijen knipten deze scène uit de film toen Rain Man aan boord werd gedraaid. De enige die dit niet deed was Qantas die juist profiteerde van deze onverwachte reclame. Het weglaten van de scène doet overigens veel afbreuk aan de film, want het feit dat Raymond niet wil vliegen, behalve met Qantas, is de reden voor de lange reis door de VS met de auto.

## Theaterversie
In 2008 ging in Londen de theaterversie van Rain Man in première, in een bewerking van Dan Gordon en Josh Hartnett in een van de hoofdrollen. De voorstelling keerde daar door de jaren heen meerdere malen terug. Het stuk werd ook gespeeld in Duitsland. In februari 2012 beleefde het stuk zijn Nederlandse première bij De Utrechtse Spelen met onder meer Paul Kooij, Benja Bruijning en Anna Drijver in de hoofdrollen.

## Filmmuziek
De film Rain Man bevat de volgende nummers:
1. Iko Iko - The Belle Stars
2. Scatterling Of Africa - Johnny Clegg en Savuka
3. Dry Bones - The Delta Rhythm Boys
4. At Last - Etta James
5. Lonely Avenue - Ian Gillan en Roger Glover
6. Nathan Jones - Bananarama
7. Leaving Wallbrook/On The Road - Hans Zimmer
8. Las Vegas / End Credits - Hans Zimmer
9. Stardust - Rob Wasserman met Aaron Neville
10. Beyond The Blue Horizon - Lou Christie